# Siehe, eine Jungfrau ist schwanger, BWV Anh. 199
Siehe, eine Jungfrau ist schwanger, BWV Anh. 199 (Heus aquí que la verge concebrà) és una cantata perduda de Bach, per a la festa de l'Anunciació, estrenada a Leipzig, probablement el 25 de març de 1724. El text, d'autor desconegut, conté sis números: dues àries, un recitatiu i tres cors. La música s'ha perdut.